# Markówka (rejon tepłycki)
Markówka (ukr. Марківка) – wieś na Ukrainie w rejonie tepłyckim obwodu winnickiego.

## Zmarli
- Mykoła Łeontowycz